# بكماز
البكماز أو البكمز هو دبس سكر أي شراب يُحضّر بعد تكثيف عصارة الفواكه، خاصة العنب عن طريق غليها مع عمل ترويب مثل رماد الخشب أو بذور الخروب المطحون. يُستخدم شرابًا أو يخلط مع الطحينة في وجبة إفطار. يُخلط البكماز في أذربيجان مع اللبن الزبادي الطبيعي ويُستهلك مرطبًا في فصل الصيف. يعود تاريخ دبس الفواكة ودبس العنب إلى الفترة الكلاسيكية.

## الاسم
بكماز من (بالتركية: pekmez)‏ وبالعثمانية: پكماز، كلمة مشتقة من لغات الأوغوز بكمس (بالأذرية: bəkməz/doşab)‏

## الاختلافات حسب المناطق
عادةً ما يستخدم في تركية الشمندر السكري والتين والتوت (كتوت العرعر لتحضير البكماز. يوصى باستخدام البكماز المصنوع من الخروب كعلاج لفقر الدم الناجم عن عوز الحديد[بحاجة لمصدر]. أما في أذربيجان، فالبكماز يُصنع عادةً من التوت أو العنب أو ثمر الورد أو الرمان.البكماز في البلقان أكثر شبهاً بالمربّى من حيث الملمس، وعادةً ما يكون مصنوعاً من البرقوق. أما في اليونان فيسمّى دبس العنب.
أما في المطبخ العربي فيقابله الدبس يصنع البكماز من الرمان العنب الخروب أو التمر.